# Українці Кенії
Українці Кенії — люди з українським громадянством або національністю, які перебувають на території Кенії. Задля збереження рідної мови та культури створено громадську організацію, що співпрацює з Посольством України в Республіці Кенія.

## Історія
Тривалий час українці не виїздили до Кенії, що було пов'язано з одного боку з колоніальним статусом Кенії (у складі Британської імперії) та України (у складі СРСР). Про перебування інженерів та інших фахівців за кенійсько-радянськими угодами практично нічого невідомо.
Перші українські мігрантки з'явилися в Кенії наприкінці 1970-х та на початку 1980-х. Це були жінки, що одружилися зі студентів-кенійців вузів Української РСР. Кількість українців почала потроху збільшуватися з розпадом СРСР. Нечисленні українці виїхали в перші роки незалежності України на постійне місце проживання. З кінця 1990-х років сюди стали прибувати туристи і мандрівники з України.
Втім лише з початком 2000-х збільшилося кількість українців, що переїздили до Кенії. Переважно це так звані трудові мігранти, що тимчасово перебувають у країні за наймом або у справах власного бізнесу. Станом на 2017 рік у країні мешкає приблизно 100 українців. Найбільше їх у містах Найробі (до 60 осіб) і Момбаса (до 30 осіб). Українці працюють у світових європейських і американських компаніях або волонтерами в лікарнях і дитячих будинках.

## Організація
Тривалий час громадських організацій українців не було. Проте в Найробі та Момбасі існували ініціативні групи, що взяли на себе організацію діяльності діаспорян. Першою такою стала діаспора Момбаси, яку очолює Олександр Кривський.
16 листопада 2015 року в приміщенні Посольства разом з активістами української діаспори були обговорені можливі практичні кроки щодо юридичного оформлення української громади в Кенії. В грудні того ж року створено Асоціацію українців в Кенії (юридично ще не затверджено), яку очолив фермер Михайло Резнік з м. Кісуму. Натомість україномовних друкованих або електронних видань в Кенії все ще немає.
Активісти Асоціації проводять інформаційну роботу щодо подій та історії України, зокрема розповідають про Голодомор 1932—1933 років. Крім того, активно співпрацюють з місцевими волонтерами. Для кенійців відкрито дитячий дім, школу, клініку, дитячий притулок.

## Відомі діаспоряни
- Сівец Еда, благодійник, очільник медичної клініки та школи
- Михайло Резнік, бізнесмен
- Олександр Кривський
- Зінаїда Тітова-Нжогу, громадська діячка